# Ulrich d'Olomouc
Ulrich ou Udalrich d'Olomouc, (tchèque : Oldřich; latin : Oldericus) né vers 1134
mort le 18 octobre 1177) fut duc de Hradec Králové (est de la Bohême) de 1152 à 1153 et entre 1173–1177 à cette époque il règne également sur Olomouc, l'un des trois apanages de Moravie et une partie du duché de Bohême.

## Famille
Ulrich/Oldřich est un membre de la dynastie des Přemyslides. Il est le plus jeune fils du duc Sobeslav Ier et de son épouse Adélaïde (morte en 1140) la fille du prince Álmos de Hongrie. Il est le troisième personnage de sa lignée à porter le nom d'origine germanique de Ulrich/Udalrich en tchèque: Oldřich deux de ses frères, Sobeslav II et Venceslas II seront ducs de Bohême; sa sœur Marie de Bohême est successivement margravine d'Autriche et duchesse de Bavière par son mariage Léopold IV de Babenberg puis margravine de Bade du fait de sa seconde union avec Hermann III de Bade.

## Biographie
Il a été avancé qu'Ulrich aurait promis en 1152 au nouveau souverain Frédéric Ier de Hohenstaufen, une forte somme d'argent si Barberousse acceptait de l'inféoder comme duc de Bohême, fief du Saint-Empire, à la place de son cousin Vladislav II. Après l'intermédiation de l'évêque de Prague Daniel Ier, l'ensemble des partis s'accordent pour que Vladislav II soit duc de Bohême, en 1158 il devient même le second roi de Bohême, et qu'Ulrich II reçoive le château de Hradec, l'actuelle cité de Hradec Králové avec la région environnante. L'accord est cependant de courte durée et Ulrich s'enfuit en exil dans le royaume de Pologne et de là rejoint la cour impériale, où il est présent à partir de 1162. Comme loyal partisan de l'Empereur il participe à plusieurs campagnes de Barberousse en Italie.
Le roi Vladislav II abdique en 1172 en faveur de son fils Frédéric ; toutefois cet acte, jusqu'alors inédit, rencontre une forte opposition des nobles de Bohême et même l'empereur qui refuse de reconnaître Frédéric comme souverain légitime. L'année suivante en septembre 1173 lors de la diète de Hermsdorf, Frédéric est déchu du trône de Bohême qui est offert à Ulrich. Toutefois ce dernier décline cet honneur car il souhaite maintenir la règle du séniorat en ligne agnatique en usage dans la dynastie des Přemyslides depuis le milieu du XIe siècle et renonce au trône de Bohême en faveur de son frère aîné Sobeslav II. En remerciement son frère lui concède une part importante de la Moravie, c'est-à-dire l'apanage d'Olomouc.

## Unions
Udalrich contracte deux unions. Sa première épouse est Cecilia, la fille du Landgrave Louis Ier de Thuringe. Sa seconde femme Sophie, est la fille du Margrave de Misnie Othon Ier mais il ne laisse aucune descendance.

## Source
- (en) Cet article est partiellement ou en totalité issu de l’article de Wikipédia en anglais intitulé « Oldřich of Olomouc » (voir la liste des auteurs).